# Sergej Sergeev (rugbista)
Sergej Borisovič Sergeev (in russo Сергей Борисович Сергеев?; Mosca, 10 novembre 1966) è un ex rugbista a 15 russo, per 15 anni seconda linea del Montauban e primo e (al 2012) unico giocatore del suo Paese ad avere battuto, nonché realizzato una meta, contro una selezione internazionale neozelandese, la sua squadra "A", nelle file dei Barbarian francesi.

## Biografia
In Francia dal 1990, militò sempre nelle file del Montauban, cui rimase fedele in tutta la sua carriera da professionista, per poi accasarsi da dilettante al Valence-d'Agen.
Convocato in più riprese nella selezione dei Barbarian francesi, conobbe uno dei punti più alti della carriera sportiva nel 2000 quando, chiamato in una squadra formata, tra gli altri, da Diego Domínguez e David Aucagne, Sergeev andò a segno durante un incontro disputatosi a Lens che vedeva i Barbarian francesi opposto alla Nazionale "A" neozelandese in tour in Europa.
Fu il primo giocatore russo (eccezion fatta per Aleksandr Obolenskij nel 1936, ma all'epoca tuttavia già di passaporto britannico) a marcare una meta a qualsiasi livello contro una selezione internazionale neozelandese, e nell'occasione i Barbarian riportarono la vittoria per 23-21.
Dopo il ritiro Sergeev è rimasto a Montauban e ha acquistato un locale notturno che dirige personalmente, il Santa Maria.